# Sequential Circuits

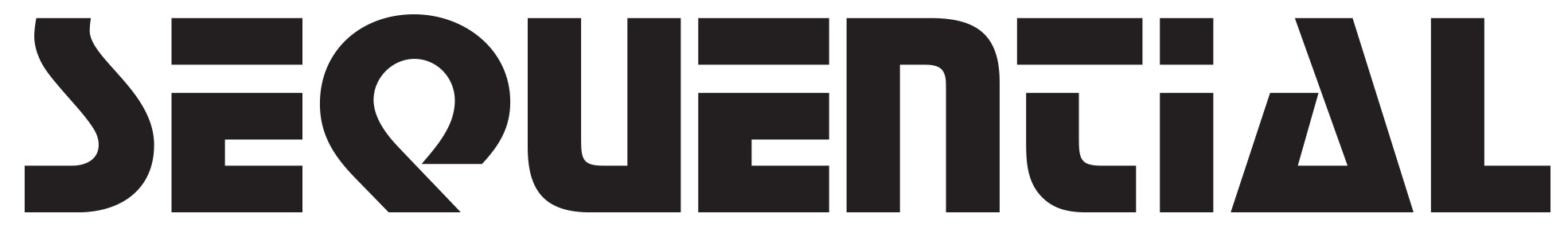
Schriftzug

Sequential Circuits war ab Mitte der 1970er ein US-amerikanischer Synthesizer- und Sampler-Hersteller. Seit 2021 gehört er zu Focusrite.

## Geschichte
Die Firma entstand Mitte der 1970er Jahre als Nebentätigkeit des Computer-Ingenieurs Dave Smith, der mit dem Bau eines Sequenzers für seinen Minimoog begann, weil er sich den Moog-Sequenzer nicht leisten konnte. Die Firma brachte in den Folgejahren einige der bekanntesten Instrumente der Synthesizergeschichte hervor.

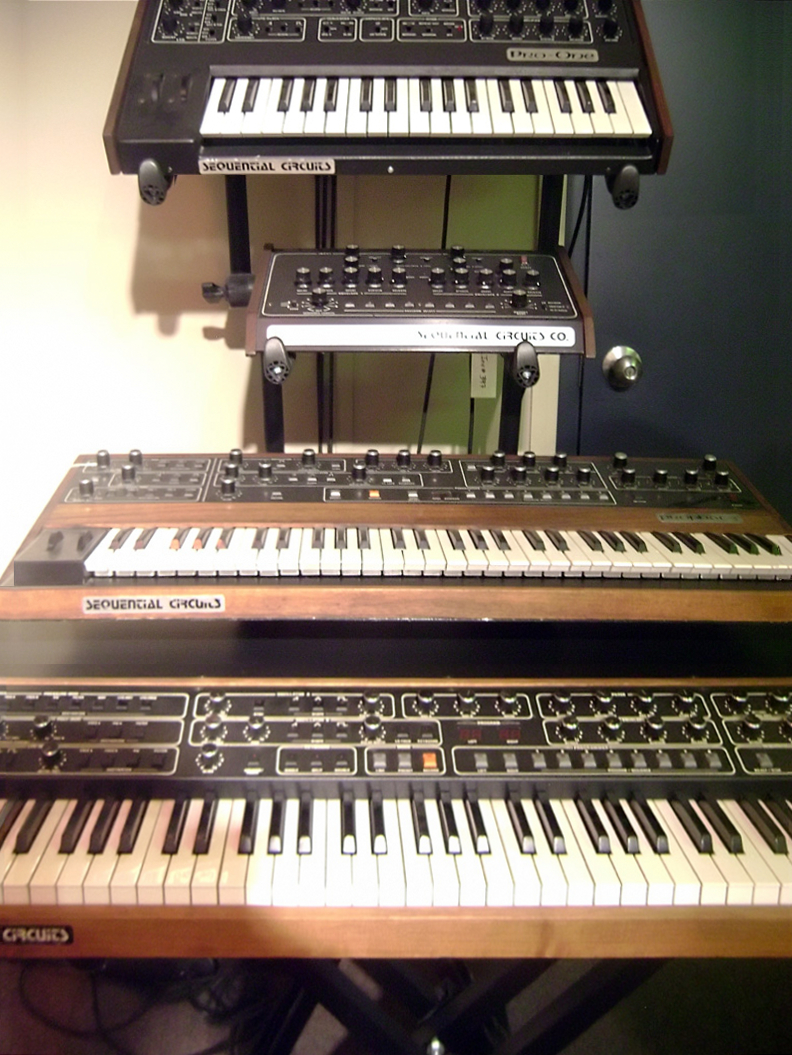
Synthesizer von Sequential Circuits

1978 überraschte Sequential Circuits die Konkurrenz mit dem Prophet-5, dem ersten voll mikroprozessorgesteuerten polyphonen Synthesizer. Er besaß fünf Stimmen mit jeweils Minimoog-ähnlicher Architektur, deren Parameter erstmals digital gesteuert und gespeichert wurden. Dadurch war es nunmehr möglich, die an den Reglern eingestellten Patches abzuspeichern und wieder abzurufen.
1980 wurde der neue Prophet-10 vorgestellt (der ursprüngliche Prophet-10 war ein 10-stimmiger Prototyp des Prophet-5, dem aber wegen Temperaturproblemen und daraus resultierender Stimminstabilität die Hälfte der Stimmen entfernt wurden); es handelte sich dabei quasi um zwei Prophet-5 in einem Gehäuse mit zwei Tastaturen, die auch zwei verschiedene Sounds spielen konnten. Es gab verschiedene Modi, mit denen die vorhandenen zehn Stimmen auf die Tastaturen verteilt wurden (u. a. Duo-, Layer- und Unisono-Modus). Zusätzlich war er noch mit einem polyphonen Sequenzer ausgestattet.
1981 brachte die Firma den monophonen Pro-One heraus. Er war mikroprozessorgesteuert und besaß Sequenzer und Arpeggiator.
Um diese Zeit herum war Dave Smith maßgeblich an der Entwicklung der MIDI-Schnittstelle beteiligt. Der Ende 1982 herausgebrachte Prophet-600 (6-stimmig mit Sequenzer und Arpeggiator) war der erste Synthesizer mit einer MIDI-Schnittstelle.
1983 kam der Prophet-T8 heraus (8-stimmig, mit Sequenzer), der auch heute noch ob seiner Holztastatur mit Hammermechanik, Attack- und Release-Velocity sowie polyphonem Aftertouch geschätzt wird.
1984 erschienen das Drumtraks (eine Drum-Maschine mit digitalen Schlagzeug-Samples ähnlich der LinnDrum) und der Six-Trak, der erste multitimbrale Synthesizer. Letzterer machte es möglich, mit einem Keyboard gleichzeitig sechs unterschiedliche Sounds zu erzeugen. Zusammen mit dem integrierten, ebenfalls multitimbralen Sequenzer und dem Drumtraks verfügte man dann schon fast über eine komplette Workstation.
1985 erschien der Prophet 2000, ein 8-stimmiger Sampler mit analogem Filter für jede Stimme.
Der 1986 erschienene Prophet VS folgte einem neu entwickelten Konzept, der Vektor-Synthese. Dabei konnten die Lautstärkeanteile von 4 Oszillatoren dynamisch mit einem Vectorstick genannten Joystick gemischt werden. Die wirkliche Besonderheit steckte jedoch in den Oszillatoren: Sie waren digital und erzeugten – ähnlich dem PPG Wave und Korg DW-8000 – nicht nur die üblichen Basisschwingungen (Rechteck-, Sägezahn-, Sinusschwingung etc.), sondern auch komplexere Schwingungsformen, die z. T. aus den Aufnahmen von akustischen Instrumenten entstanden waren. Der so erzeugte Klang konnte dann durch die übliche Filtersektion und eine Modulationsmatrix bearbeitet werden.
Es folgte noch der Prophet 3000 (ein 16 Bit Stereosampler mit Direct-to-disk-Stereoaufnahme und analogen Filtern pro Stimme, seiner Zeit weit voraus), doch im Dezember 1987 meldete die Firma Konkurs an und stellte die Produktion ein.
Dave Smith und sein Team wurden dann von Yamaha übernommen, wo sie die Vektorsynthesizer SY22 und TG33 entwickelten. Später wechselte Dave Smith zu Korg, wo er maßgeblich am Design der Wavestation Anteil hatte, einem weiteren Vektorsynthesizer, der auch einige der Wellenformen des Prophet VS enthält.
1994 wechselte er zu Seer Systems, wo er an der Entwicklung eines der ersten PC-Softsynthesizer beteiligt war. Diese Software wurde später von Creative Labs lizenziert und ist verantwortlich für die 32 Software-Stimmen der Soundblaster AWE-64.
1997 folgte der erste Software-Synthesizer Reality.
Ab 2002 entwickelte er bei seiner eigenen Firma (Dave Smith Instruments) wieder Hardware-Synthesizer, z. B. den Evolver und den Poly-Evolver. Im Jahre 2008 stellte er den Prophet ’08 vor und im Januar 2013 den Prophet 12.
Am 20. Januar 2015 gab Smith bekannt, den Prophet-6 unter dem Namen Sequential herauszubringen, nachdem ihm Yamaha die Markenrechte übertragen habe. Der Prophet-6 sei der logische Nachfolger des Prophet-5 und habe einen vollständig analogen Aufbau.
Ab 2018 firmierte die Firma unter dem Namen Sequential Circuits. Unter diesem Namen brachte er 2020 eine Neuauflage des Prophet-5 auf den Markt.
Im Jahr 2021 wurde die Firma von Focusrite erworben.